# Бунун
Бунун (кит.: 布農; піньїнь: Bùnóng), також історично відомі як вонум — корінний народ Тайваню, найбільш відомим своєю витонченою поліфонічною вокальною музикою. Розмовляють мовою бунун. На відміну від інших тубільців Тайваню, бунуни широко розсіяні по центральних гірських хребтах острова. У 2000 році бунуни налічували 41 038 осіб. Це приблизно 8 % від загальної чисельності корінного населення Тайваню, що робить їх четвертою за чисельністю групою корінного населення. Бунуни мають п'ять окремих громад: Такбунуаз, Такітудух, Такібака, Таківатан та Ісбукун.

## Гаплогрупа ДНК Y-хромосоми
За дослідженням, опублікованим у 2014 році, Y-ДНК народу Бунун належить переважно до гаплогрупи O1a2-M50 (34/56 = 60,7 %) або гаплогрупи O2a1a-M88 (21/56 = 37,5 %), з єдиним представником гаплогрупа P*-M45(xQ-M242, R-M207) (1/56 = 1,8 %). Гаплогрупа O-M88 є рідкісною серед інших тубільців Тайваню та його околиць, частіше зустрічаючись серед населення південно-західного Китаю та північних частин материкової Південно-Східної Азії, таких як тайці та в'єтнамці.

## Історія

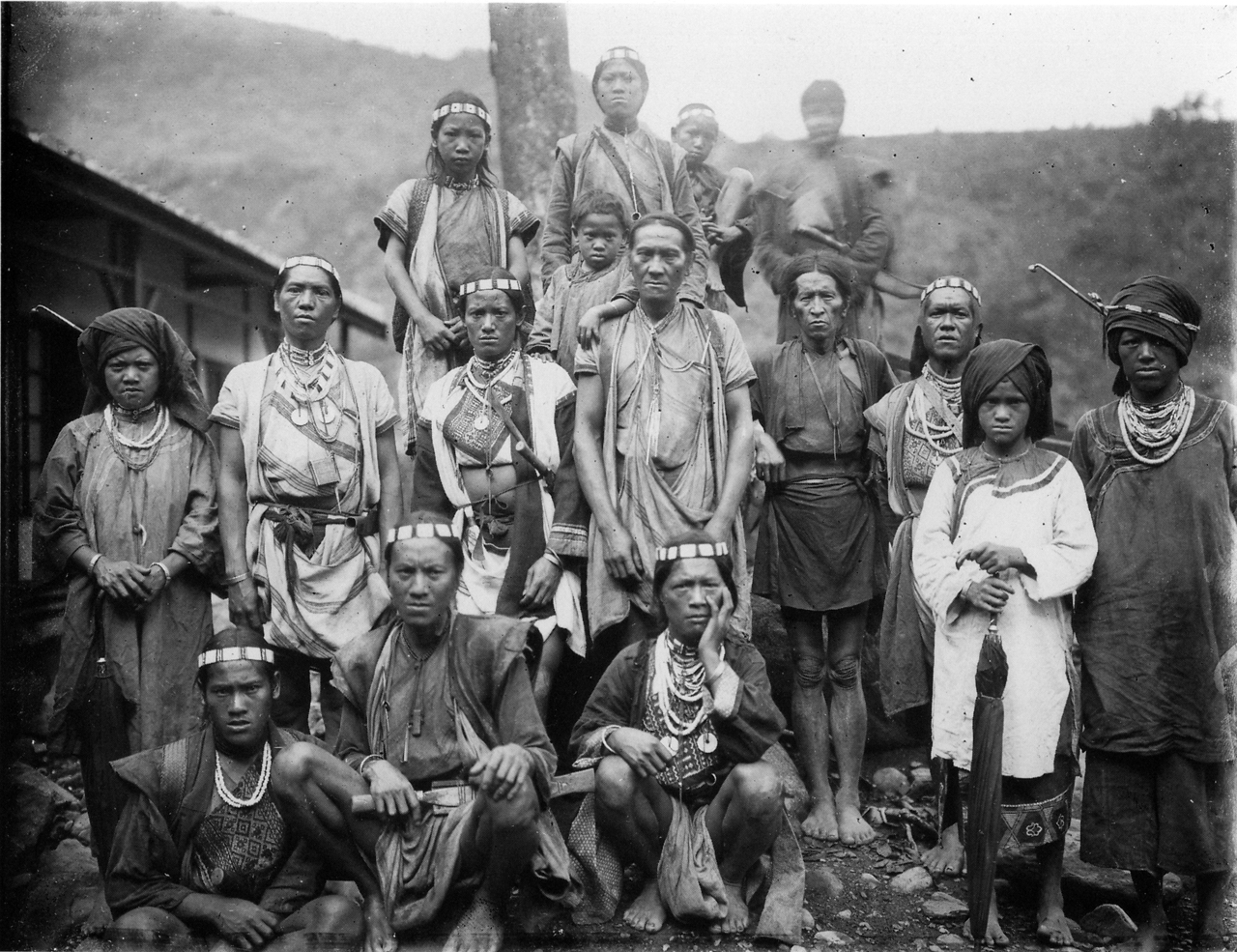
Бунуни в 1900 році. Фотографія Торі Рюдзо.

До приходу християнських місіонерів на початку ХХ століття бунуни були відомі як люті воїни та мисливці за головами. Бунуни були одним із «високогірних народів» (разом з атаялами та тароко), які традиційно жили невеликими родинами в Центральному гірському хребті Тайваню та вороже ставилися до всіх чужинців, будь то китайські іммігранти чи навколишні тубільні народи. У той час як більшість інших тубільців вели досить осілий спосіб життя і, як правило, жили в нижчих районах, бунуни, разом з атаялами і тароко постійно рухалися в центральному гірському хребті Тайваню, шукаючи нові мисливські угіддя і практикуючи підсічно-вогневе землеробство. Їх основними продуктами харчування були просо, ямс і дичина.

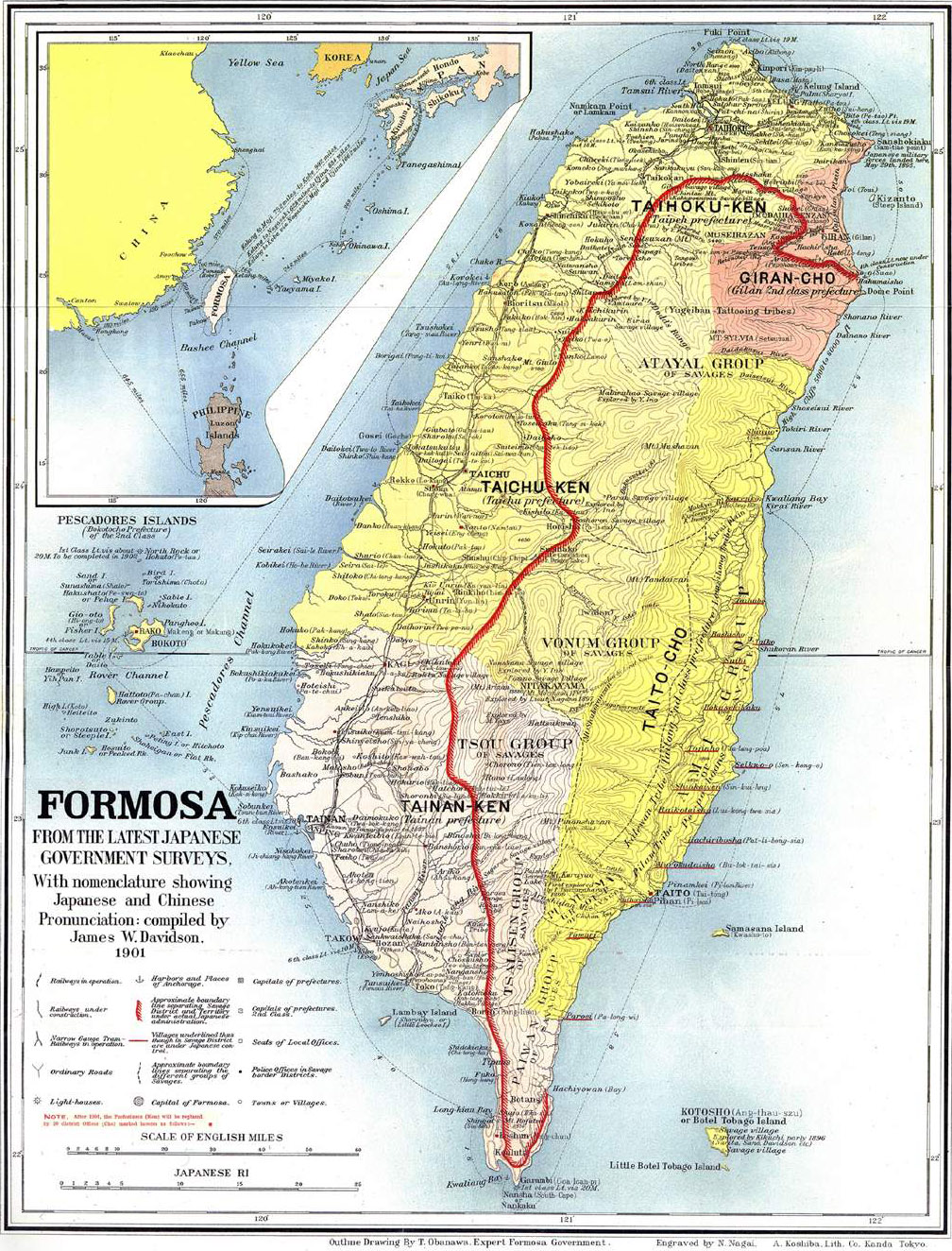
Тайвань у 1901 році, з бунунами, позначеними як «Vonum Group» (Група вонун).

Під час японського правління (1895—1945) бунуни були одними з останніх народів, які були «умиротворені» японським урядом. Після початкового періоду запеклого опору вони були змушені спуститися з гір і зосередитися в ряді низинних сіл, які були розкидані по всьому острову. У результаті сім'я стала менш важливою, а життя зосередилося на окремих сільських одиницях. Японський уряд обмежив практику полювання (переважно для контролю над використанням вогнепальної зброї) і запровадив вологе вирощування рису. Бунуни під керівництвом вождя Раго Арі протягом двадцяти років брали участь у партизанській війні проти японців. Повстання Раго Арі почалося, коли в 1914 році японці запровадили політику контролю над зброєю проти тубільців, за якою їхні рушниці конфіскували в поліцейських дільницях після завершення мисливських експедицій. Дафенський інцидент почався в Дафені, коли в 1915 році кланом Раго Арі був убитий поліцейський взвод. Раго Арі та його послідовники створили поселення з 266 людьми під назвою Тамахо біля витоку річки Лаононг, яке залучило до своєї справи більше повстанців-бунунів. Раго Арі та його послідовники під час неодноразових рейдів на японські поліцейські дільниці захоплювали кулі та рушниці, вбивали японців. Вони проникали через японську «охорону» з електрифікованих парканів та поліцейських дільниць, як їм заманеться. Багато бунунів були залучені до служби в поліції, а під час Другої світової війни в японській армії були полки бунунів.
У 1941 році після інциденту в Паснанавані бунуни були переселені.
Протягом ХХ століття Тайванем прокотилося кілька хвиль місіонерів різних конфесій. Особливо успішними вони були у середовищі тубільців острова. А після останньої місіонерської хвилі в 1940-х роках, яка походила з Японії, більшість тубільців були навернені до християнства. Сьогодні більшість бунунів належать або до католицької церкви, або до місцевої пресвітеріанської церкви.
Після приходу китайського націоналістичного Гоміньдану в жовтні 1945 року для корінного населення почалися важкі дні. Політика націоналістичного уряду «одна мова, одна культура» забороняла використовувати будь-яку мову, окрім стандартної мандаринської, як для офіційного використання, так і в повсякденному житті, а корінні культури систематично дискримінувалися та заохочувалися до асиміляції в основній культурі. Культуру бунунів було зруйновано спільним тиском їхньої нової віри, а також урядовою політикою окупації. Ситуація покращилася лише нещодавно після двох десятиліть демократичних реформ.

## Культура

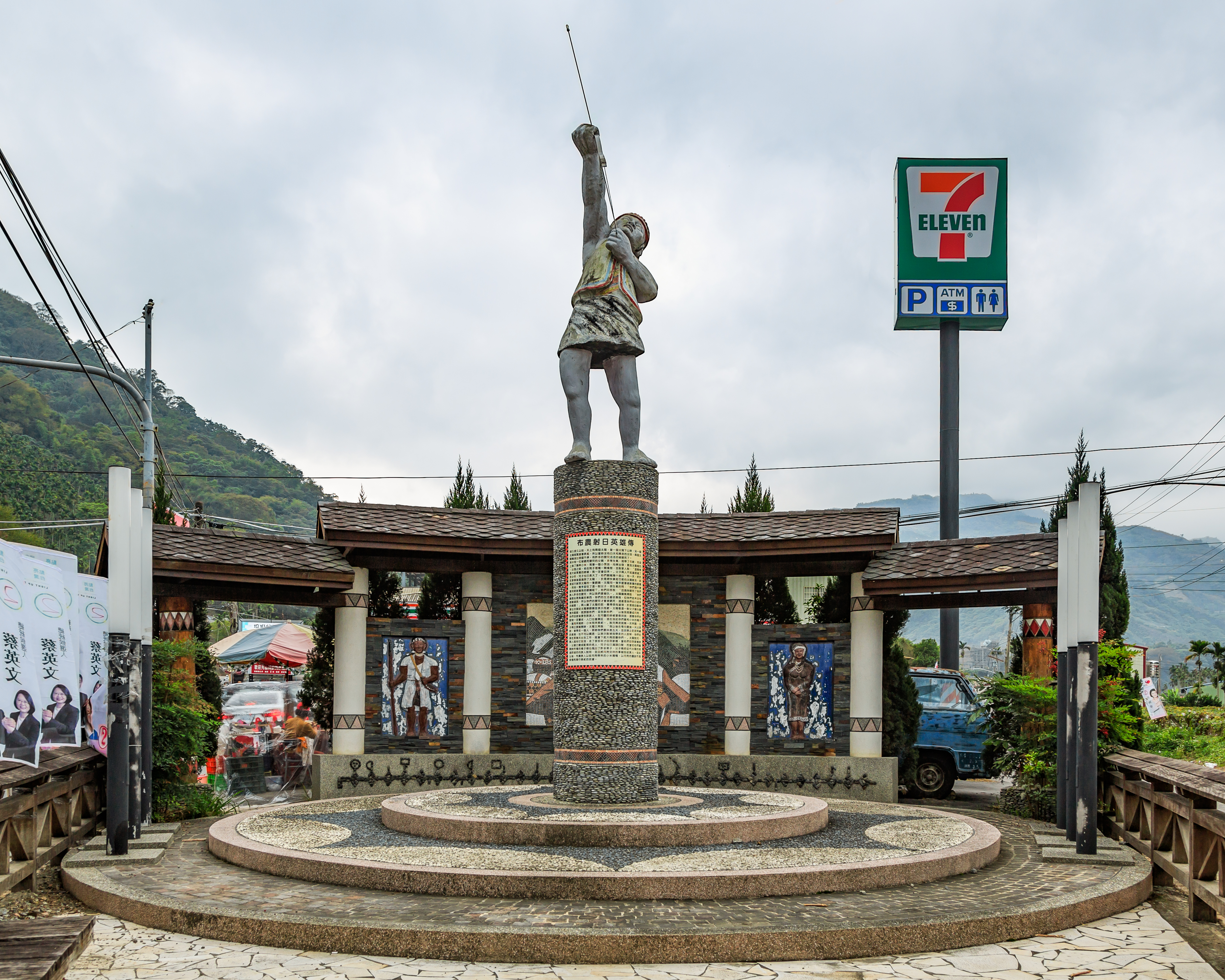
Пам'ятник бунуну в містечку Сіньї

За з легендою бунунів, у давно минулі часи на землю світили два сонця і робили на ній нестерпну спеку. Батько з сином пережили багато труднощів і нарешті збили одне із сонць, яке потім стало місяцем. У своєму гніві місяць вимагав, щоб батько та син повернулися до свого народу, щоб сказати їм, що відтепер вони повинні виконувати три заповіді, інакше їх чекає знищення. Перше полягало в тому, що вони повинні були постійно спостерігати за зростанням і спадом місяця і проводити всі ритуали та працювати відповідно до його ритму. Друга заповідь стверджувала, що всі бунуни повинні були проводити ритуали протягом усього свого життя, щоб вшанувати духів неба і землі. Третя заповідь говорила їм про заборонені вчинки і змушувала їх стати порядними та мирними людьми.
Варіант оповідання розповідає про те, що давним-давно мати з батьком пішли працювати в поле і взяли з собою свого щойно народженого сина. Під час роботи клали дитину в кошик біля поля, і вона цілий день лежала в нестерпній спеці двох сонць. Коли батьки повернулися пізно вдень, вони виявили, що їхній син повністю висох і перетворився на чорну ящірку. Уражений горем батько взяв лук і збив одне з сонечок.
Ця історія ілюструє важливість неба в традиційній релігії анімістів-бунунів. Бунуни припускали, що світ, у якому вони жили, був сповнений надприродних істот (ґаніту), які часто асоціювалися з певними місцями (деревами, скелями тощо). Важливим осередком надприродної сили було небо (діганін). Здається, що всі надприродні сили мали досить абстрактний характер, і тому не зовсім зрозуміло, чи було небо богом чи просто місцем, де жили всі види духів.
Однак відомо, що місяць вважався одним із головних духів, і майже всі дії в повсякденному житті повинні були узгоджуватися з місячним календарем. Це могло зайти дуже далеко, наприклад, в певний місячний місяць жінкам заборонялося вмиватися. Бунуни — єдиний тубільний народ Тайваню, який розробив примітивну форму писемності для запису місячних циклів і їхнього зв'язку з важливими подіями, такими як збір урожаю чи забій свиней.

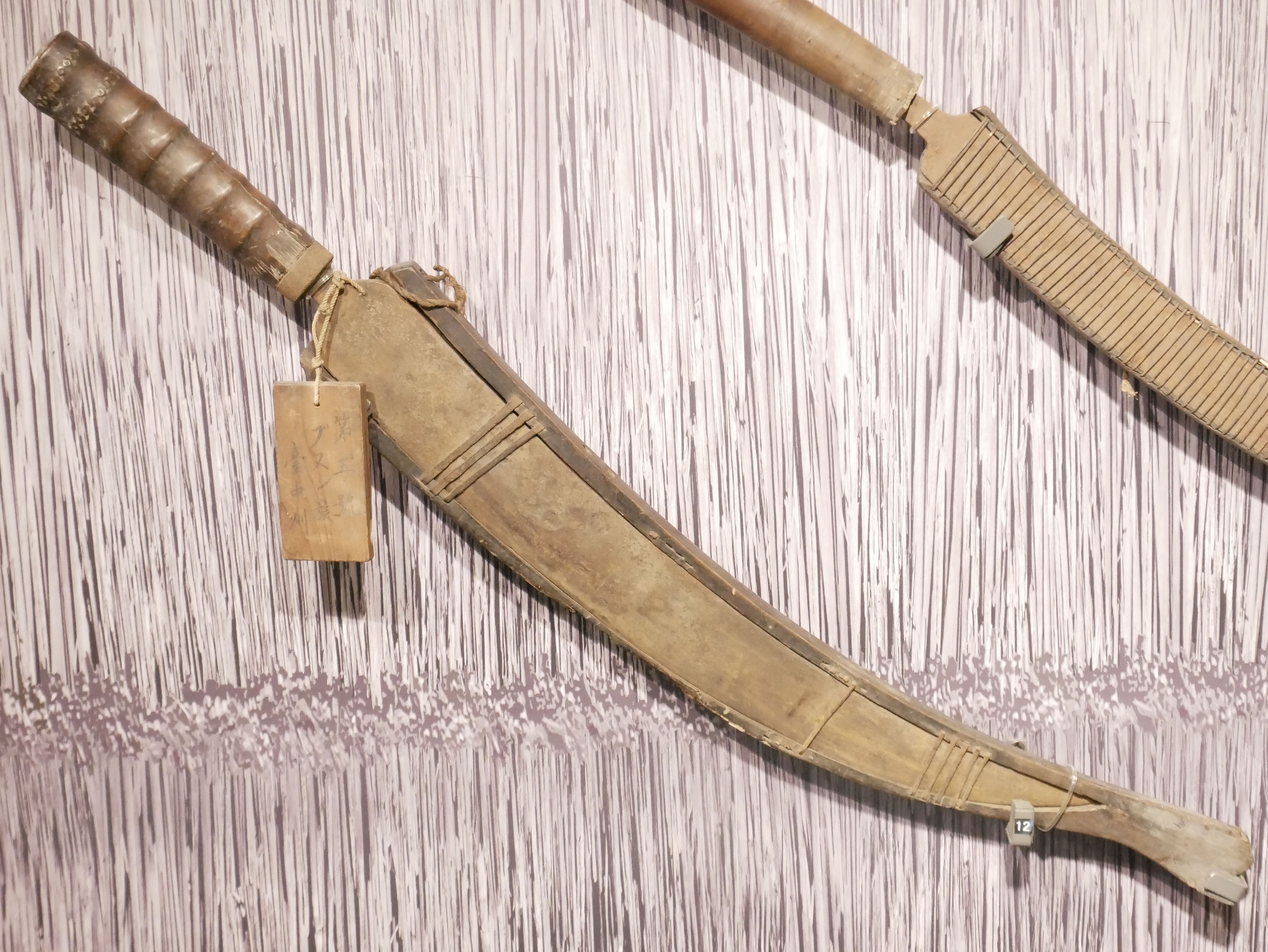
Бунун ножі.

Приписи, пов'язані з місячним календарем, є частиною більшої системи приписів і табу, які раніше керували всіма аспектами життя бунунів. Багато з них мали ритуальний характер і всі були частиною вікового порядку, де вимагалася абсолютна слухняність старшим. Наприклад, щоб визначити, чи може людина піти на полювання, йому потрібно було дочекатися, поки комусь із старійшин присниться віщий сон (матібахі). Якщо сон був добрим, він міг би вийти на полювання. Поганий сон вказував на те, що мисливця спіткає велика біда, якщо він піде в ліс, і старші заборонять йому йти. Більшість цих правил вийшли з ужитку після приходу християнства (яке назвало їх забобонами), але сучасне суспільство бунунів все ще зберегло низку соціальних ритуалів і досі накладає на дітей жорсткий обов'язок поводитися шанобливо та слухняно. до всіх, хто старший за них самих.
Пасібутбут — це пісня бунунського свята посіву, яка співається поліфонічно у чотириголосній гармонії (звичайні 8 гетерофонічних голосів, зазвичай 5-12 гетерофонічних голосів). Тайванський композитор Цзінь Фон Янг (楊金峯) проаналізував структуру цієї пісні. Японський музикознавець Такатомо Куросава (黑澤隆朝) записав з музикантами Bunun у 1943 році.
Дружина американського генерального консула в Йокогамі розповіла історію походження народу бунун жити в гірських районах таким чином:
За племінною легендою, група формозських гірських дикунів вонум жила на рівнинах, поки їх не спіткало нещастя у вигляді всезнищувального потопу. З потопом прийшов величезний змій, який поплив бурхливими водами назустріч тероризованим людям. Своїм порятунком від великої змії вони завдячували своєчасній появі краба-монстра, якому після жахливої битви вдалося вбити рептилію. - Аліса Баллантін Кір'ясов, Березень 1920
Тайванське олійне просо було однією з основних культур народу бунун до їх переселення в 1941 році. У ХХІ столітті на Тайвані відродилося вирощування олійного проса.

## Фестиваль стрільби по вушках
Малахтангія, фестиваль стрілянини вухами, є чоловічим обрядом свята в культурі бунунів. Зазвичай фестиваль проводиться з березня по квітень, і жінкам традиційно заборонено брати участь. Перед святом кожен дорослий чоловік вирушав у гори на полювання. Після вдалого полювання чоловіки поверталися додому і вішали туші на дерев'яні рами, щоб хлопці могли відстрілювати мертвих тварин. Ті, хто вмів стріляти в оленяче вухо, вважалися особливо талановитими через його невеликі розміри. Після цього обряду хлопці, які брали участь, вважалися дорослими і відтоді могли приєднуватися до своїх братів і батьків на полюванні.
Зі зміною сучасного способу життя в суспільстві бунун фестиваль стрілянини у вуха став більш ритуальним виступом; хоча навички стрільби та полювання, яким навчають під час фестивалю, вже не такі актуальні, подія все ще вважається корисною, оскільки вчить поваги до старших та громади в цілому.

## Відомі бунуни та бунунки
- Чан Чжичжун, легкоатлет, метальник списа
- Лінь Цзувей, бейсболіст Бостон Ред Сокс
- Саммі Као, поп-співачка
- Шерон Као, актриса
- Евал Малінджіннан, чотиримовний художник, міждисциплінарний художник/дизайнер із Сіднея

## Туристичні пам'ятки
- Культурний музей Бунун
- Ферма відпочинку Бунун